# Versöhnungskirche (Rösrath)

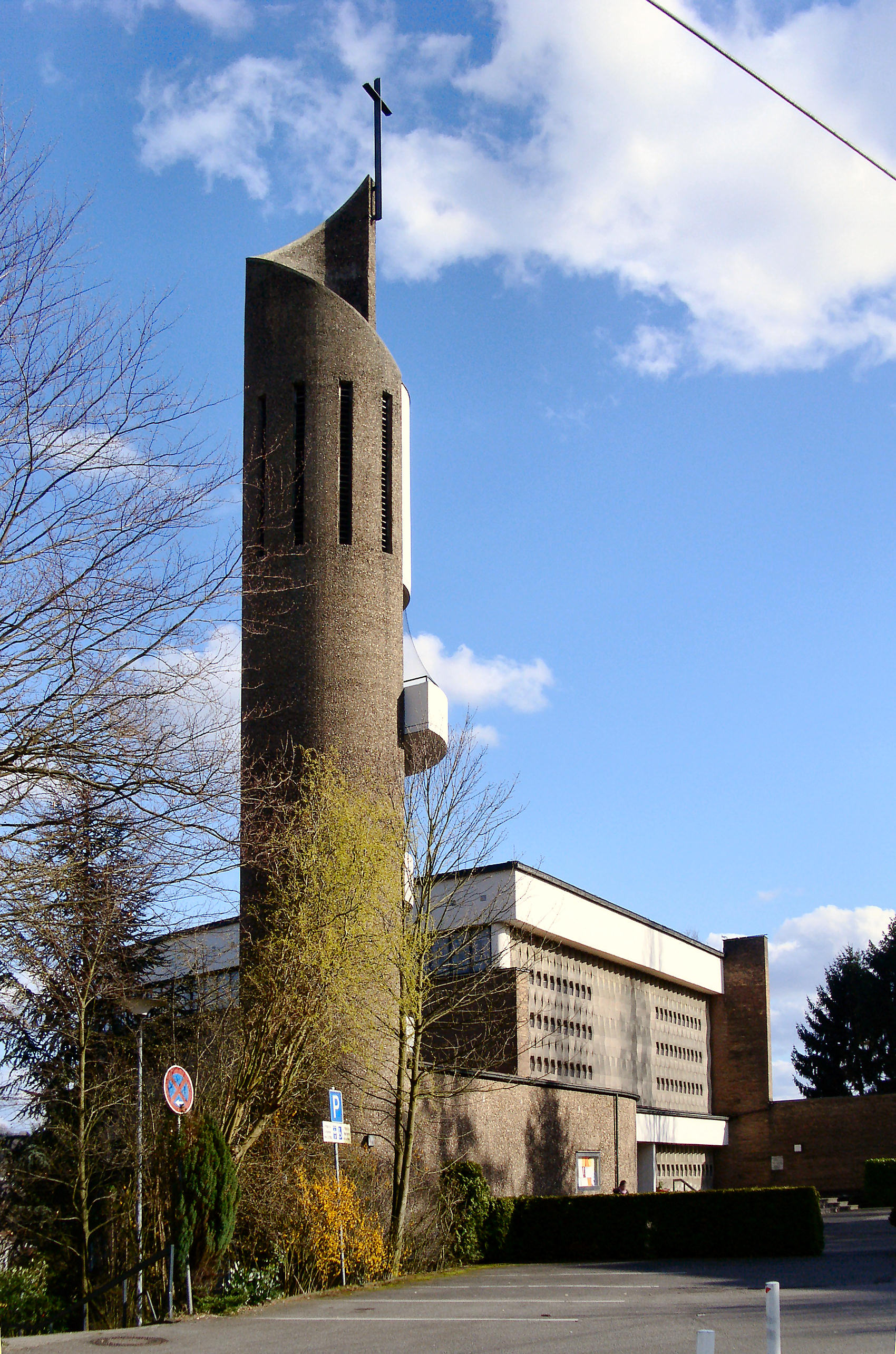
Evangelische Versöhnungskirche in Rösrath

Die evangelische Versöhnungskirche liegt im Zentrum von Rösrath.

## Geschichte
Bereits 1959 stellte die evangelische Gemeinde Volberg das Grundstück zur Verfügung. Der erste Spatenstich erfolgte am 24. Juli 1966. Architekt war, wie bei der Christuskirche in Forsbach und der Kreuzkirche in Kleineichen, Horst Welsch. Sein Entwurf eines Kirchenschiffes ähnelt im Grundriss einer Parabel.
Etwa 2500 Protestanten zählte man in Rösrath-Mitte 1967 zum Zeitpunkt der Einweihung der Kirche. Rösrath-Mitte gehörte damals zur Kirchengemeinde Forsbach. Die Kirchengemeinde Forsbach wurde 1959 aus der evangelischen Gemeinde Volberg ausgegliedert und umfasste die Bezirke Forsbach, Rösrath-Mitte und Kleineichen. 1983 wechselte der Name zu: „Evangelische Kirchengemeinde Forsbach-Rösrath“. Seit dem 1. November 2007 sind alle evangelischen Kirchen im Rösrather Stadtgebiet wieder vereint. Der Name lautet jetzt: „Evangelische Gemeinde Volberg-Forsbach-Rösrath“.
Die kunstvolle Verglasung der Kirchenfenster erfolgte erst 1977. Der Glockenturm wird ob seiner gedrehten Spitze im Volksmund auch „Seelenbohrer“ genannt.

## Besondere Bauform

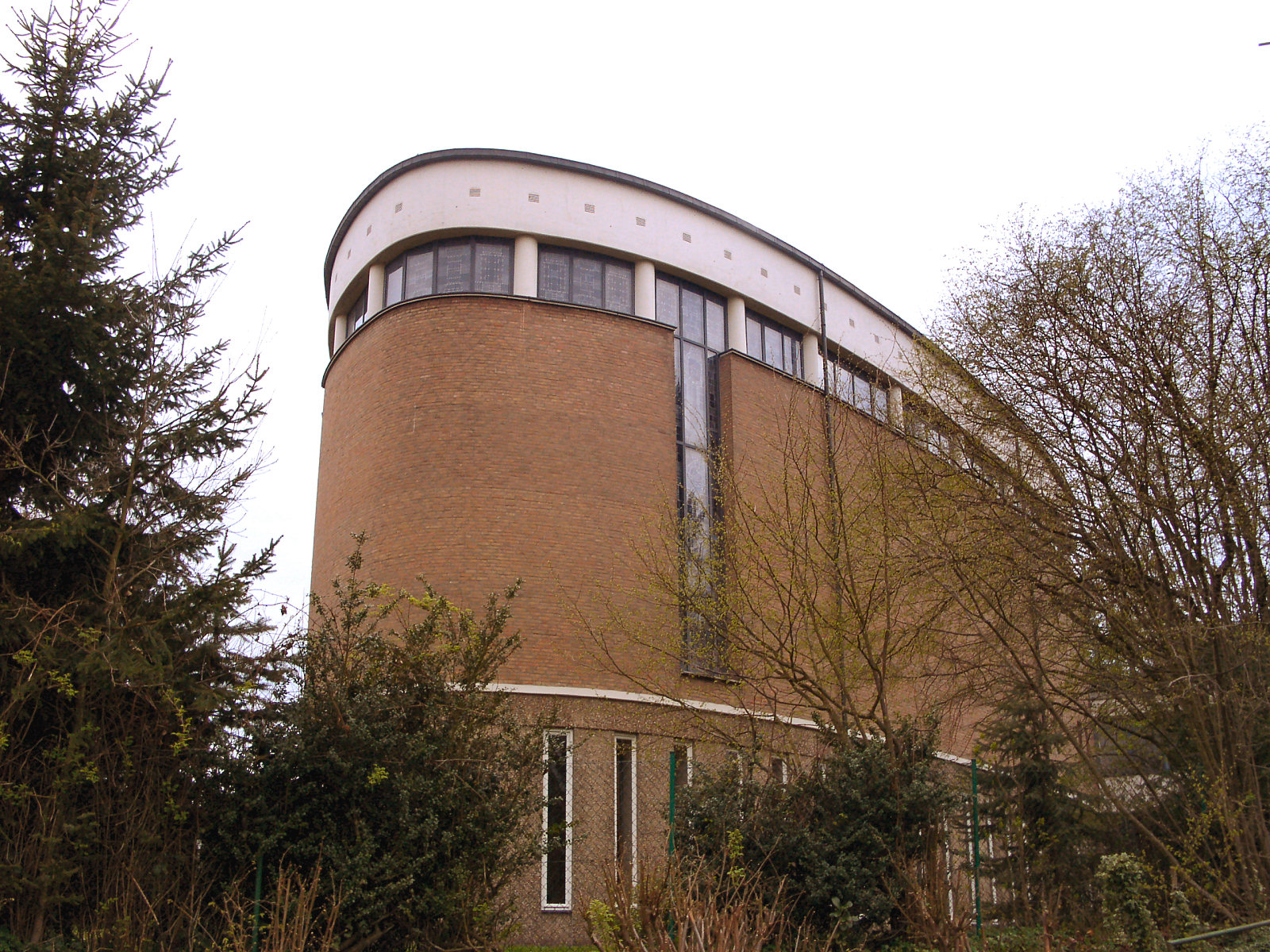
Versöhnungskirche – Ostseite

Die Kirche liegt nicht weit entfernt vom Sülztalplatz im Zentrum von Rösrath. Sie ist jedoch von der Hauptstraße aus kaum zu sehen. Der Eingang zur Kirche an der Westseite präsentiert sich dem Besucher in einer geradlinigen, rechteckigen Fassade. Die architektonische Besonderheit dieser Kirche erschließt sich dem Betrachter erst von der Ostseite. Die parabelförmige Rundung erinnert an einen Schiffsbug.

## Namensgebung
Die Namensgebung „Versöhnungskirche“ wird unter anderem darauf zurückgeführt, dass die mit dem Zweiten Vatikanischen Konzil beginnende erste Ökumenebewegung eine Versöhnung zwischen den Konfessionen anstrebte.